# Mùa bão Tây Bắc Thái Bình Dương 2014
Mùa bão Tây Bắc Thái Bình Dương 2014 là một sự kiện mà theo đó các xoáy thuận nhiệt đới hình thành ở vùng phía tây bắc của Thái Bình Dương. Mùa bão sẽ kéo dài trong suốt năm 2014 với phần lớn các cơn bão hình thành từ tháng 5 đến tháng 11. Bài viết này chỉ đề cập đến các cơn bão hình thành trong phạm vi của Thái Bình Dương ở Bắc Bán Cầu và từ kinh tuyến 100 đến 180 độ. Trong khu vực tây bắc Thái Bình Dương, có 2 cơ quan khí tượng hoạt động độc lập nhau, nên một cơn bão có thể có 2 tên gọi khác nhau. JMA sẽ đặt tên cho một cơn bão khi sức gió duy trì trong vòng 10 phút đạt ít nhất 65 km/h, (40 mph) bất kỳ nơi đây trong vùng đã đề cập trên. Trong Khi đó, PAGASA sẽ đặt tên cho một cơn bão khi nó hình thành từ một áp thấp nhiệt đới trong phạm vi giám sát của họ giữa 135°E và 115°E và giữa 5°N-25°N thậm chí JMA đã đặt tên cho nó. Các áp thấp nhiệt đới được JTWC theo dõi và đặt tên có ký tự "W" phía trước một con số.

## Các cơn bão

### Bão Lingling (Agaton)
Cấp bão (Việt Nam): Cấp 8 - Bão nhiệt đới.
Cấp bão (Nhật Bản): 35 hải lý/giờ - Bão nhiệt đới; Áp suất: 1002 mbar (hPa).
Cấp bão (Hoa Kỳ): 30 hải lý/giờ - Áp thấp nhiệt đới.

### Bão Kajiki (Basyang)
Cấp bão (Việt Nam): Cấp 8 - Bão nhiệt đới.
Cấp bão (Nhật Bản): 35 hải lý/giờ - Bão nhiệt đới; Áp suất: 1000 mbar (hPa).
Cấp bão (Hoa Kỳ): 35 hải lý/giờ - Bão nhiệt đới.

### Bão Faxai
Cấp bão (Việt Nam): Cấp 12 ~ cấp 13 - Bão cuồng phong
Cấp bão (Nhật Bản): 65 hải lý/giờ - Bão cuồng phong; Áp suất: 975 mbar (hPa)
Cấp bão (Hoa Kỳ): 75 hải lý/giờ - Bão cuồng phong cấp 1

### Áp thấp nhiệt đới 04W (Caloy)
Cấp bão (Việt Nam): Cấp 7 - Áp thấp nhiệt đới.
Cấp bão (Nhật Bản): 30 hải lý/giờ - Áp thấp nhiệt đới; Áp suất: 1004 mbar (hPa).
Cấp bão (Hoa Kỳ): 30 hải lý/giờ - Áp thấp nhiệt đới.

### Bão Peipah (Domeng)
Cấp bão (Việt Nam): Cấp 8 - Bão nhiệt đới.
Cấp bão (Nhật Bản): 35 hải lý/giờ - Bão nhiệt đới; Áp suất: 998 mbar (hPa).
Cấp bão (Hoa Kỳ): 35 hải lý/giờ - Bão nhiệt đới.

### Bão Tapah
Cấp bão (Việt Nam): Cấp 11~ cấp 12 - Bão nhiệt đới dữ dội.
Cấp bão (Nhật Bản): 50 hải lý/giờ - Bão nhiệt đới dữ dội; Áp suất: 985 mbar (hPa).
Cấp bão (Hoa Kỳ): 65 hải lý/giờ - Bão cuồng phong cấp 1.

### Bão Mitag (Ester)
Cấp bão (Việt Nam): Cấp 9 - Bão nhiệt đới.
Cấp bão (Nhật Bản): 40 hải lý/giờ - Bão nhiệt đới; Áp suất: 980 mbar (hPa).
Cấp bão (Hoa Kỳ): Không cảnh báo (vì là xoáy thuận cận nhiệt đới, nếu tính thì 40 hải lý/giờ - Bão cận nhiệt đới (thang bão nhiệt đới).

### Bão Hagibis (bão số 1)
Cấp bão (Việt Nam): Cấp 9 - Bão nhiệt đới.
Cấp bão (Nhật Bản): 40 hải lý/giờ - Bão nhiệt đới; Áp suất: 996 mbar (hPa).
Cấp bão (Hoa Kỳ): 45 hải lý/giờ - Bão nhiệt đới.

### Bão Neoguri (Florita)
Cấp bão (Việt Nam): Cấp 15 - Bão cuồng phong
Cấp bão (Nhật Bản): 100 hải lý/giờ - Bão cuồng phong.Áp suất: 930 mbar (hPa)
Cấp bão (Hoa Kỳ): 140 hải lý/giờ - Siêu bão cấp 5

### Bão Rammasun (Glenda) (bão số 2)
Cấp bão (Việt Nam): Cấp 14 ~ cấp 15 - Bão cuồng phong.
Cấp bão (Nhật Bản): 90 hải lý/giờ - Bão cuồng phong; Áp suất: 935 mbar (hPa).
Cấp bão (Hoa Kỳ): 140 hải lý/ giờ - Siêu bão cấp 5.
- Vào thời điểm cơn bão hoạt động, JTWC đánh giá cường độ tối đa ở ngưỡng siêu bão cấp 4. Tuy nhiên, theo phân tích lại về đường đi và cường độ tốt nhất sau mùa bão, JTWC đã nâng cấp Rammasun lên thành siêu bão cấp 5, giúp nó trở thành siêu bão cấp 5 thứ hai trên biển Đông từng được ghi nhận kể từ bão Pamela năm 1954.
- Một phao biển ở phía Đông Nam đảo Qizhou đã ghi lại sức gió duy trì 10 phút mạnh nhất đạt 55,1 m/s và gió giật 74,1 m/s khi thành mắt bão phía nam quét qua phao; cảm biến đo gió đã bị hư hại nghiêm trọng sau khi đo được cơn gió. Trạm khí tượng trên đảo Qizhou đã đo được gió duy trì trong 10 phút mạnh nhất đạt 58,7 m/s và giật tới 72,4 m/s trước khi cảm biến đo gió bị phá hủy khi thành mắt quét qua.  Áp suất quan trắc được tại các trạm nhiều nơi dưới 930 hPa, áp suất thấp nhất quan trắc được tại Qizhou là 899,2 hPa. Gió giật trên đảo Hải Nam (đảo chính) đạt 58,8 m/s. Khi bão đổ bộ vào huyện Tứ Văn (Quảng Đông, Trung Quốc), có thời điểm chỉ có 1 trạm trong 17 trạm tự động hoạt động bình thường. Trạm khí tượng đảo Vi Châu (Quảng Tây) quan trắc được gió trung bình trong 2 phút đạt 42,7 m/s. Trạm khí tượng tại một hòn đảo ở Khâm Châu (Quảng Tây) quan trắc được gió duy trì 10 phút mạnh nhất là 36,1 m/s.[1]

### Bão Matmo (Henry)
Cấp bão (Việt Nam): Cấp 12 ~ cấp 13 - Bão cuồng phong.
Cấp bão (Nhật Bản): 70 hải lý/ giờ - Bão cuồng phong; Áp suất: 965 mbar (hPa).
Cấp bão (Hoa Kỳ): 85 hải lý/giờ - Bão cuồng phong cấp 2.

### Bão Nakri (Inday)
Cấp bão (Việt Nam): Cấp 10 - Bão nhiệt đới dữ dội.
Cấp bão (Nhật Bản): 55 hải lý/giờ - Bão nhiệt đới dữ dội; Áp suất: 980 mbar (hPa).
Cấp bão (Hoa Kỳ): 40 hải lý/giờ - Bão nhiệt đới.

### Bão Halong (Jose)
Cấp bão (Việt Nam): Cấp 17 - Bão cuồng phong
Cấp bão (Nhật Bản):110 hải lý /giờ - Bão cuồng phong; Áp suất: 920 mbar (hPa)
Cấp bão (Hoa Kỳ): 140 hải lý/ giờ - Siêu bão cấp 5

### Bão Genevieve
Cấp bão (Việt Nam): Cấp 16 ~ cấp 17 - Bão cuồng phong.
Cấp bão (Nhật Bản):110 hải lý /giờ - Bão cuồng phong; Áp suất: 915 mbar (hPa).
Cấp bão (Hoa Kỳ): 140 hải lý/ giờ - Siêu bão cấp 5.

### Bão Fengshen
Cấp bão (Việt Nam): Cấp 11 - Bão nhiệt đới dữ dội.
Cấp bão (Nhật Bản): 60 hải lý/giờ - Bão nhiệt đới dữ dội; Áp suất: 975 mbar (hPa).
Cấp bão (Hoa Kỳ): 65 hải lý/giờ - Bão cuồng phong cấp 1.

### Áp thấp nhiệt đới 14W (Karding)
Cấp bão (Việt Nam): Cấp 7 - Áp thấp nhiệt đới.
Cấp bão (Nhật Bản): 30 hải lý/giờ - Áp thấp nhiệt đới; Áp suất: 1002 mbar (hPa).
Cấp bão (Hoa Kỳ): 30 hải lý/giờ - Áp thấp nhiệt đới.

### Bão Kalmaegi (Luis) (bão số 3)
Cấp bão (Việt Nam): Cấp 12 ~ cấp 13 - Bão cuồng phong.
Cấp bão (Nhật Bản): 75 hải lý/giờ - Bão cuồng phong; Áp suất: 960 mbar (hPa).
Cấp bão (Hoa Kỳ): 75 hải lý/giờ - Bão cuồng phong cấp 1.
Do ảnh hưởng của bão Kalmaegi, tại 34 huyện (hoặc các đơn vị hành chính cùng cấp) ở các thành phố Bắc Hải, Phòng Thành Cảng, Khâm Châu, Nam Ninh, Bách Sắc, Sùng Tả, Ngọc Lâm và Quý Cảng ghi nhận gió mạnh cấp 8 đến cấp 10 và gió giật cấp 11, cấp 12; một hòn đảo nhỏ thuộc vịnh Bắc Bộ đo được gió giật cấp 14 (gió giật tại Xieyang đạt 166 km/h).

### Bão Fungwong (Mario)
Cấp bão (Việt Nam): Cấp 9 - Bão nhiệt đới.
Cấp bão (Nhật Bản): 45 hải lý/giờ - Bão nhiệt đới; Áp suất: 985 mbar (hPa).
Cấp bão (Hoa Kỳ): 50 hải lý/giờ - Bão nhiệt đới.

### Bão Kammuri
Cấp bão (Việt Nam): Cấp 9~cấp 10 - Bão nhiệt đới dữ dội.
Cấp bão (Nhật Bản): 50 hải lý/giờ - Bão nhiệt đới dữ dội; Áp suất: 985 mbar (hPa).
Cấp bão (Hoa Kỳ): 55 hải lý/giờ - Bão nhiệt đới.

### Bão Phanfone (Neneng)
Cấp bão (Việt Nam): Cấp 14 ~ cấp 15 - Bão cuồng phong.
Cấp bão (Nhật Bản): 95 hải lý/giờ- Bão cuồng phong; Áp suất: 935 mbar (hPa).
Cấp bão (Hoa Kỳ): 130 hải lý/giờ - Siêu bão cấp 4.

### Bão Vongfong (Ompong)
Cấp bão (Việt Nam): Cấp 17 - Bão cuồng phong.
Cấp bão (Nhật Bản): 115 hải lý/giờ - Bão cuồng phong; Áp suất: 900 mbar (hPa).
Cấp bão (Hoa Kỳ): 155 hải lý/giờ - Siêu bão cấp 5.
- Vongfong là cơn bão mạnh nhất năm 2014.

### Bão Nuri (Paeng)
Cấp bão (Việt Nam): Cấp 17 - Bão cuồng phong.
Cấp bão (Nhật Bản): 110 hải lý/giờ - Bão cuồng phong; Áp suất: 910 mbar (hPa).
Cấp bão (Hoa Kỳ): 155 hải lý/giờ - Siêu bão cấp 5. 

### Bão Sinlaku (Queenie) (Bão số 4)
Cấp bão (Việt Nam): Cấp 9 - Bão nhiệt đới.
Cấp bão (Nhật Bản): 45 hải lý/giờ - Bão nhiệt đới; Áp suất: 990 mbar (hPa).
Cấp bão (Hoa Kỳ): 50 hải lý/giờ - Bão nhiệt đới.

### Bão Hagupit (Ruby) (Bão số 5)
Cấp bão (Việt Nam): Cấp 17 - Bão cuồng phong.
Cấp bão (Nhật Bản): 115 hải lý/giờ - Bão cuồng phong; Áp suất: 905 mbar (hPa).
Cấp bão (Hoa Kỳ): 155 hải lý/giờ - Siêu bão cấp 5.

### Bão Jangmi (Seniang)
Cấp bão (Việt Nam): Cấp 8 ~ cấp 9 - Bão nhiệt đới.
Cấp bão (Nhật Bản): 40 hải lý/giờ - Bão nhiệt đới; Áp suất: 996 mbar (hPa).
Cấp bão (Hoa Kỳ): 45 hải lý/giờ - Bão nhiệt đới.
- Jangmi là một trong số ít những cơn bão sống sót qua năm mới.

## Tên gọi của bão

### Tên quốc tế
Các xoáy thuận nhiệt đới được đặt tên theo danh sách bên dưới do Trung tâm khí tượng khu vực chuyên biệt ở Tokyo, Nhật Bản, khi một xoáy thuận đạt đến độ mạnh của bão. Các tên gọi do các thành viên của ESCAP/WMO Typhoon Committee đề xuất. Mỗi nước trong số 14 nước và vùng lãnh thổ thành viên đưa ra 10 tên gọi, được sử dụng theo thứ tự ABC, bằng tên tiếng Anh của quốc gia đó. Sau đây là các tên gọi dự kiến sẽ đặt tên cho các cơn bão năm 2014.
| - Lingling (1401) - Kajiki (1402) - Faxai (1403) - Peipah (1404) - Tapah (1405) | - Mitag (1406) - Hagibis (1407) - Neoguri (1408) - Rammasun (1409) - Matmo (1410) | - Halong (1411) - Nakri (1412) - Fengshen (1414) - Kalmaegi (1415) - Fung-wong (1416) | - Kammuri (1417) - Phanfone (1418) - Vongfong (1419) - Nuri (1420) - Sinlaku (1421) | - Hagupit (1422) - Jangmi (1423) |

Bão Genevieve hình thành từ khu vực Đông Bắc Thái Bình Dương di chuyển sang và đã vượt qua kinh tuyến 180 vào khu vực Tây Bắc Thái Bình Dương nên được JMA gán cho ký hiệu 1413 và là cơn bão chính thức thứ 13 của mùa bão.

### Tên địa phương của Philippines

Khi một xoáy thuận nhiệt đới đi vào khu vực PAGASA theo dõi sẽ được đặt tên bằng danh sách tên bão riêng của họ

Cơ quan PAGASA sử dụng chương trình đặt tên riêng của mình cho cơn bão nhiệt đới trong khu vực theo dõi của họ. Pagasa đặt tên cho áp thấp nhiệt đới đã hình thành trong khu vực theo dõi của mình và bất kỳ cơn bão nhiệt đới có thể di chuyển vào khu vực theo dõi của họ. Nên danh sách các tên trong năm đó bị sử dụng hết, tên sẽ được lấy từ một danh sách phụ trợ, các bão đầu tiên được xuất bản mỗi năm trước khi mùa bão bắt đầu. Tên còn lập lại (chưa bị khai tử) từ danh sách này sẽ được sử dụng một lần nữa trong mùa bão năm 2018. Đây là danh sách tương tự được sử dụng trong mùa bão 2010, với ngoại lệ có  Jose  và  Karding  thay thế tên Juan và Katring tương ứng. Tên mà chưa được sử dụng hay sẽ sử dụng được đánh dấu  màu xám (chưa sử dụng).
| - Agaton (1401) - Basyang (1402) - Caloy (04W) - Domeng (1404) - Ester (1406) | - Florita (1408) - Glenda (1409) - Henry (1410) - Inday (1412 - Jose (1411) | - Kanor (14W) - Luis (1415) - Mario (1416) - Neneng (1418) - Ompong (1419) | - Paeng (1420) - Queenie (1421) - Ruby (1422) - Seniang (1423) - Tomas (chưa sử dụng) | - Usman (chưa sử dụng) - Venus (chưa sử dụng) - Waldo (chưa sử dụng) - Yayang (chưa sử dụng) - Zeny (chưa sử dụng) |

Danh sách phụ trợ

| - Agila (chưa sử dụng) - Bagwis (chưa sử dụng) | - Chito (chưa sử dụng) - Diego (chưa sử dụng) | - Elena (chưa sử dụng) - Felino (chưa sử dụng) | - Gunding (chưa sử dụng) - Harriet (chưa sử dụng) | - Indang (chưa sử dụng) - Jessa (chưa sử dụng) |

### Số hiệu cơn bão tại Việt Nam
Ở Việt Nam một cơn bão được đặt số hiệu khi nó đi vào vùng thuộc phạm vi theo dõi của Trung tâm Dự báo Khí tượng Thủy văn Trung ương Quốc gia được xác định trên biển Đông phía Tây kinh tuyến 120 độ kinh Đông và phía bắc vĩ tuyến 10 độ vĩ Bắc. Số hiệu của bão được đặt theo số thứ tự xuất hiện của nó trong năm ví dụ: Bão số 1, bão số 2,...
Dưới đây là các cơn bão đã được Trung tâm Dự báo Khí tượng Thủy văn Trung ương Quốc gia đặt số hiệu trong năm 2014: (kèm vùng đổ bộ)
| - Bão số 1 (Hagibis) (đổ bộ Nam Trung Quốc) - Bão số 2 (Rammasun) (đổ bộ Nam Trung Quốc rồi đi vào Lạng Sơn) - Bão số 3 (Kalmaegi) (đổ bộ Quảng Ninh) - Bão số 4 (Sinlaku) (đổ bộ Bắc Phú Yên) - Bão số 5 (Hagupit) (tan ở vùng biển ngoài khơi Phú Yên - Khánh Hòa) |